# 夏湘蓉
夏湘蓉（1910年—2001年），男，江西南昌人，中国区域地质矿产学家、地质学史专家，曾任湖北省地质局总工程师。